# Pogoń Oleśnica
MKS Pogoń Oleśnica jest najstarszym klubem na Dolnym Śląsku. Została założona 12 maja 1945 roku w Oleśnicy. Pierwotnie klub działał przy największym pracodawcy w mieście – ZNTK, stąd też jego początkowa nazwa Kolejowy Klub Sportowy "Pogoń" Oleśnica (KKS Pogoń). Po 1989 klub został przejęty przez miasto, co zaowocowało zmianą nazwy na Miejski Klub Sportowy "Pogoń" Oleśnica.
Pogoń Oleśnica jest klubem wielosekcyjnym (obejmuje także sekcję szachów, brydża, kiedyś także piłki ręcznej), jednakże wiodącą rolę od zawsze odgrywała w niej piłka nożna.
W sezonie 2024/25 klub występuje w klasie A, gr. Wrocław III.

## Historia
Największe sukcesy klubu przypadają na lata 90. XX wieku – w 1994 roku piłkarze Pogoni wywalczyli historyczny dla klubu awans do II ligi (ówczesne zaplecze Ekstraklasy), a w 1996 roku Oleśniczanie dotarli do półfinału Pucharu Polski (w międzyczasie pokonując takie drużyny jak: Śląsk Wrocław, Lech Poznań, czy też Górnik Zabrze), w którym przegrał 0-3 z Ruchem Chorzów.
17 września 2010 roku w wyniku problemów finansowych, klub został wycofany z rozgrywek III ligi, czyli de facto seniorska sekcja piłkarska została rozwiązana. Absencja Pogoni w rozgrywkach piłkarskich nie trwała jednak długo i już w następnym sezonie klub został ponownie zgłoszony do rozgrywek. Reaktywowana sekcja piłkarska odbyła pierwszy trening przed czekającym ich sezonem w klasie okręgowej 12 lipca 2011 roku.
W 2012 roku doszło do połączenia sekcji młodzieżowych MSP "Rataje" Oleśnica oraz Pogoni, w wyniku czego powstała Akademia Piłkarska Oleśnica (w której zawodnicy trenują do ukończenia wieku trampkarza), a w MKS pozostał z dwoma grupami juniorów (młodszymi i starszymi) oraz drużyną seniorską. Zaowocowało to zmianami w zarządzie i restrukturyzacją klubu. Rozwiązano sekcję piłki ręcznej, a jesienią 2013 roku sekcja piłkarska została przeniesiona ze Stowarzyszenia MKS "Pogoń" Oleśnica, do nowo powołanej spółki z o.o..

## Obiekt

Stadion Miejski w Oleśnicy

### Występy w II lidze
| Sezon     | Pozycja | Mecze | Punkty | Bramki |
| --------- | ------- | ----- | ------ | ------ |
| 1994/1995 | 18      | 34    | 14     | 17-68  |

### Najsłynniejsi zawodnicy
- Krzysztof Konon
- Andrzej Szczypkowski
- Grzegorz Podstawek
- Janusz Najdek
- Dariusz Michaliszyn
- Marcin Dymkowski
- Mariusz Marek
- Adam Maciejewski
- Tomasz Idziorek